# Le Médecin de campagne (film)
Pour les articles homonymes, voir Le Médecin de campagne (homonymie).
Pour plus de détails, voir Fiche technique et Distribution.
Le Médecin de campagne (The Country Doctor) est un film américain réalisé par Henry King et sorti en 1936. Il met en scène des quintuplées, les sœurs Dionne, qui seront aussi la "vedette" de deux autres productions, Reunion, un film de Norman Taurog en 1936, et Five of a Kind, un film d'Herbert I. Leeds en 1938.

## Synopsis
L'histoire se déroule dans une région éloignée du Québec au Canada. John Luke, un médecin de campagne, qui exerce comme omnipraticien non autorisé, s'occupe des résidents d'une petite station forestière canadienne avec qui il gagne sa vie en faisant du troc. Après des années à mener ce type de vie et à la suite d'une épidémie particulièrement grave de diphtérie au cours de laquelle plusieurs enfants meurent, le médecin décide de se rendre à Montréal pour s'entretenir avec le directeur général médical de la région. John espère que le patricien réussira à convaincre la riche société de la ville a payer un hôpital convenable.
Après de vains échec et se trouvant bloqué par la paperasserie gouvernementale, il boycotte un dîner public organisé par l'association médicale pour faire valoir son point de vue en personne. Apprenant, cette action, la société du bois se venger de lui en laçant une enquête sur son passé et l'on découvre alors l'absence de permis d'exercer la médecine.
De retour à la station, John, reçoit la visite de Asa Wyatt, un des travailleurs, avec sa femme enceinte, qui est sur le point d'accoucher. Malgré son manque de diplôme, il est supplier de les aider dans l'heure
Plus tard, la gendarmerie locale intervient pour l'avertir que si jamais il aide à l'accouchement, il fera face à des accusations grave de pratique illégales de la médecine. Constatant qu'il ne peut pas simplement rester passif, il commence à aider la mère alors que la police le réprimande. Après avoir mis l'enfant au monde, le médecin se rend compte que l'accouchement est en fait une naissance multiple et l'accouchement se poursuit jusqu'à ce que le médecin ait mis au monde cinq bébés.
Il devient par la suite un héros national et la construction d'un hôpital neuf est alloué par les autorités.

## Fiche technique
- Titre : Le Médecin de campagne
- Titre original : The Country Doctor
- Réalisation : Henry King, assisté de Robert D. Webb
- Scénario : Sonya Levien
- Direction artistique : Mark-Lee Kirk
- Décors : Thomas Little
- Costumes : Gwen Wakeling
- Photographie : John Seitz, Daniel B. Clark
- Son : Bernard Freericks, Roger Heman
- Montage : Barbara McLean
- Direction musicale : Louis Silvers
- Production : Darryl F. Zanuck
- Production associée : Nunnally Johnson
- Société de production : Twentieth Century-Fox Film Corporation
- Société de distribution : Twentieth Century-Fox Film Corporation
- Pays d’origine :  États-Unis
- Langue : anglais
- Format : Noir et blanc - 35 mm - 1,37:1 - Son Mono (Western Electric Noiseless Recording)
- Genre : drame
- Durée : 95 minutes
- Date de sortie :
  - États-Unis : 4 mars 1936

## Distribution
- Jean Hersholt (VF : Raymond Rognoni) : Dr John Luke
- June Lang (VF : Cécile Dylma) : Mary MacKenzie
- Slim Summerville : l'agent de police Jim Ogden
- Michael Whalen (VF : René Fleur) : Tony Luke
- Dorothy Peterson : l'infirmière Katherine Kennedy
- Robert Barrat : MacKenzie
- Jane Darwell : Mme Graham
- John Qualen : Asa Wyatt
- Frank Reicher : Dr Paul Luke
- Montagu Love : Sir Basil Crawford
- David Torrence : le Gouverneur Général
- George Chandler : Greasy
- Helen Jerome Eddy : Mme Ogden
- Aileen Carlyle : Mme Wyatt
- George Meeker : Dr Wilson
- J. Anthony Hughes : Mike
- William Benedict : le badaud
- Florence Roberts : la grand-mère
- Tom Kennedy (non crédité) : un bûcheron

les quintuplés
- Yvonne, Cecile, Marie, Annette, Emelie Dionne

Comédiens de la version française originale : Paul Forget, Savola, Marcelle Yvon.